# Lálas
Lálas är en ort i Grekland.   Den ligger i prefekturen Nomós Ileías och regionen Västra Grekland, i den södra delen av landet, 180 km väster om huvudstaden Aten. Lálas ligger 603 meter över havet och antalet invånare är 1 168.
Terrängen runt Lálas är huvudsakligen kuperad, men den allra närmaste omgivningen är platt.Runt Lálas är det ganska glesbefolkat, med 48 invånare per kvadratkilometer. Närmaste större samhälle är Makrísia, 15,4 km sydväst om Lálas. == Kommentarer ==
1. ↑  Framräknat ur variansen i alla höjduppgifter (DEM 3") från Viewfinder Panoramas, inom 10 km radie.[2] Mer om algoritmen finns här: Användare:Lsjbot/Algoritmer.